# Platanthera osceola
Platanthera osceola là một loài thực vật có hoa trong họ Lan. Loài này được P.M.Br. & S.L.Stewart mô tả khoa học đầu tiên năm 2003.